# Julio Enrique Acosta Bernal
Julio Enrique Acosta Bernal (Puerto Rondón, 1953) es un político colombiano, quien se desempeñó como Gobernador del Departamento de Arauca (2004-2008) y Representante a la Cámara por el mismo departamento (1994-1998).

## Biografía
Nacido en Puerto Rondón, en la entonces Comisaría de Arauca, en 1953, es maestro de profesión. Posee una especialización en gestión pública de la Universidad de los Andes.
Inició su carrera política de la mano del liberal Alfonso Latorre Gómez, quien lo llevó a ser Secretario de Educación y Secretario de Gobierno de la Intendencia de Arauca. Bajo las banderas del Partido Liberal fue elegido como el primer alcalde por voto popular de Arauca en las elecciones de 1988. Durante su mandato como alcalde se construyeron múltiples obras, tales como la piscina con olas, la manga de coleo, el coliseo cubierto y el velódromo Miguel Ángel Bermúdez, las cuales fueron investigadas por sus enormes sobrecostos.
En las elecciones regionales de 1992 fue candidato a la Gobernación, pero no fue elegido; en cambio, resultó elegido a la Asamblea Departamental. Posteriormente renunció a la Asamblea para ser candidato a la Cámara de Representantes de Colombia en las elecciones legislativas de 1994, donde consiguió un escaño. Fue Vicepresidente de la Cámara en 1996 y se postuló como candidato al Senado de la República en la elecciones legislativas de 1998, pero no fue elegido.
En 2001 ejerció como Cónsul de Colombia en Singapur; sirviendo en aquel cargo, fue acusado de causar un accidente de tránsito en ese país por conducir embriagado. Ya como miembro del Partido Cambio Radical, en las elecciones regionales de 2003 fue elegido Gobernador de Arauca con un fuerte discurso anti-guerrilla.Durante su mandato como gobernado combatió fuertemente a las guerrillas en el departamento. A lo largo de su carrera política, sufrió ocho atentados perpetrados por las guerrillas comunistas.
En 2011 fue capturado por el Departamento Administrativo de Seguridad, acusado de tener vínculos con paramilitares a lo largo de su mandato como Gobernador de Arauca. Fue señalado por el jefe paramilitar Miguel Ángel Mejía Múnera de las Autodefensas Unidas de Colombia, quien declaró que Acosta les brindó información privilegiada y financiación proveniente de las arcas públicas, a cambio de que estos financiaran sus campañas políticas y de que silenciaran a sus opositores. Así, habría ordenado el asesinato de más de 50 personas, incluyendo periodistas, funcionarios públicos y al Registrador de Arauca, Juan Alejandro Plazas Lemónaco.Por este caso fue condenado a 28 años de prisión en la Cárcel La Picota.
En 2016 el caso por paramilitarismo fue anulado por un error de procedimiento y se debió reiniciar la investigación; sin embargo, permaneció encarcelado debido a que la Fiscalía General lo investigaba por irregularidades en la construcción de un parque turístico en Tame, que tuvo un costo de 3.800 millones de pesos. En 2017 la Corte Suprema de Justicia lo condenó a seis años de prisión por este caso.
En noviembre de 2023 recibió una segunda condena por parte de la Corte Suprema de Justicia, esta vez por firmar un contrato de 740 millones de pesos sin cumplir los requisitos legales durante su mandato como Gobernador, siendo sentenciado a 6 años de prisión. Así mismo, se le sustituyó la pena de prisión intramural por la prisión domiciliaria.